# Retija
Rétija (latinsko Raetia ali Rhaetia) je rimska provinca, imenovana po njenih prebivalcih Retijcih. Na zahodu je mejila na ozemlje Helvetov, na severu na Vindelicijo, na vzhodu na Norik in na jugu na Cisalpsko Galijo. Obsegala je ozemlje sedanje vzhodne in sredje Švice (gornji Ren in Bodensko jezero), južne Bavarske, Gornje Švabske, Predarlske, večino Tirolske in del severne Lombardije. Kasneje so k provinci priključili še Vindelicijo, se pravi ozemlje sedanjega južnega Würtemberga in jugozahodne Bavarske. V času cesarjev Avgusta in Tiberija je bila njena severna meja reka Donava, kasneje pa se je pomaknila na germansko-retijski limes (Limes Germanicus), ki je potekal 166 km severno od Donave. Retija in Italija sta bili povezani s cesto Via Claudia Augusta, ki je prečila Alpe čez Reschenski prelaz.

## Zgodovina
O izvoru in zgodovini Retijcev, ki so sloveli kot eno od najmočnejših in najbolj bojevitih alpskih plemen, je malo znanega. Livij je odločno zatrjeval, da so bili etruščanskega porekla. Njegovi trditvi sta bila kasneje naklonjena tudi zgodovinarja Niebuhr in Mommsen. Izročilo, ki sta ga zapisala Justin in Plinij Starejši potrjuje, da so bili del ljudstva, ki je bilo naseljeno na ravnini ob reki Pad, od koder so pred prodirajočimi Galci pobegnili v gore. Ime naj bi dobili po njihovem legendarnem voditelju Retu. Njihovo ime je bolj verjetno nastalo iz keltskega rait, ki pomeni gorato pokrajino. Četudi so bili etruščanskega porekla, je bilo njihovo ozemlje v času, ko so nanje naleteli Rimljani, že dolgo naseljeno s keltskimi plemeni. Retijci so se z njimi popolnoma zlili, zato jih je treba prištevati h keltskim ljudstvom, čeprav so bila med njimi naseljena tudi nekeltska plemena, na primer Evgani.  
Retijce je prvi, čeprav samo naključno, omenil Polibij. Četudi se je o njih vse do konca Rimske republike vedelo zelo malo, je bolj malo verjetno, da so svojo neodvisnost ohranili do leta 15 pr. n. št., ko sta jih podjarmila Tiberij in Druz.
Retija je bila na začetku samostojna provinca. Proti koncu 1. stoletja je bila k njej priključena Vindelicija in Tacit je o Augusti Vindelicorum govoril kot o koloniji province Retije. Provinco, vključno z Vindelicijo, je sprva upravljal vojaški prefekt, potem pa prokurator. V njej ni bilo stalne vojske in vse do konca 2. stoletja sta jo branili samo domača vojska in milica. 
Med vladanjem Marka Avrelija je Retijo upravljal poveljnik III. legije Italica, ki je bila po letu 179 nastanjena v Castri Regini (Regensburg). Pod Dioklecijanom je bila Retija razdeljena na Prvo Retijo (Raetia prima) s praesesom v Curii Raetorum, in Drugo Retijo (Raetia secunda) s praesesom v Augusti Vindelicorum. Prva je ustrezala prvotni Retiji, druga pa Vindeliciji. Meja med njima ni bila jasno določena, na splošno pa je potekala po črti od Bodenskega jezera (Lacus Brigantinus) do reke Inn (Oenus).
V zadnjih letih Zahodnega rimskega cesarstva je bila provinca v zelo slabem stanju. Med vzhodnogotsko okupacijo je v času Teodorika Velikega prišla pod oblast duksa in si nekoliko opomogla.

## Gospodarstvo
Retija je bila zelo gorata. Njeni prebivalci so se v času, ko niso bili na plenilskih pohodih, ukvarjali predvsem z živinorejo in gozdarstvom. Poljedelstvu niso posvečali velike pozornosti, v nekaterih rodovitnih dolinah pa so kljub temu proizvajali vino, ki se je lahko primerjalo z vsakim italijanskim vinom. Pomembno je bilo tudi trgovanje s smolo, medom, voskom in sirom. 
V ožji Retiji sta bili dve veliki mesti: Tridentum (Trento) in Curia (Coire ali Chur). Preko njenega ozemlja sta potekali dve pomembni rimski cesti. Via Claudia Augusta je vodila iz Verone in Trenta preko prelaza Reschen do prelaza Fern in od tam do Augsburga (Augusta Vindelicorum). Druga je vodila od Bregenza (Brigantium) na Bodenskem jezeru preko Chura in Chiavenne do Coma in Milana.

## Grofija Retija (Rätien)
Retijo so med frankovsko vladavino v 8. stoletju še vedno upravljal preases, dokler je ni Karel Veliki leta 807 povišal v grofijo. Grofija je na začetku 10. stoletja postala del vojvodine Švabske.
Iz imena Retija je nastalo ime pogorja Rätikon.

### Pomembna mesta
- Alae (Aalen)
- Arbor Felix (Arbon)
- Apodiacum (Epfach)
- Aquilea (Heidenheim an der Brenz)
- Augusta Vindelicorum (Augsburg)
- Ausugum (Borgo Valsugana)
- Bauzanum ali Pons Drusi (Bolzano)
- Belunum (Belluno)
- Bilitio (Bellinzona)
- Brigantium (Bregenz)
- Cambodunum (Kempten im Allgäu)
- Castra Batava (Passau)
- Castra Regina (Regensburg)
- Clavenna (Chiavenna)
- Clunia (verjetno Feldkirch (Vorarlberg) ali Balzers)
- Curia (Chur)
- Endidae (Neumarkt (Južna Tirolska))
- Feltria (Feltre)
- Foetes (Füssen)
- Guntia (Günzburg)
- Gamundia Romana (Schwäbisch Gmünd)
- Oscela (Domodossola)
- Parthanum (Partenkirchen)
- Sebatum (St. Lorenzen di Sebato/San Lorenzen)
- Sorviodurum (Straubing)
- Sublavio (Ponte Gardena/Waidbruck)
- Tridentum (Trento)
- Veldidena (Wilten (okrožje Innsbruck)
- Vipitenum (Vipiteno/Sterzing)